# Orange (företag)
Orange är ett franskt telekommunikationsföretag. I slutet av 2019 hade företaget nästan 266 miljoner kunder över hela världen, jämfört med de som publicerades 2018. År 2019 är företaget ledande eller andra operatör i 75% av de europeiska länder där det är etablerat och i 83% av länder i Afrika och Mellanöstern.

## Ägare
I maj 2021 äger franska staten direkt eller via investmentbanken Bpifrance cirka 23% av företaget och investmentbolaget Amundi kontrollerar cirka 12%. Resten ägs av ett stort antal mindre aktieägare.

## Historia
Det här avsnittet är helt eller delvis baserat på material från  engelskspråkiga Wikipedia, Orange S.A., tidigare version.
Varumärket Orange lanserades 1994 på den brittiska mobiltelefonimarknaden av Hutchison Whampoa.  1999 köpte tyska Mannesmann Orange. I februari 2000 köpte brittiska Vodafone Mannesmann och blev därmed ägare till Orange. I augusti 2000 såldes Orange vidare till det då statsägda France Télécom. 2001 började France Télécom att använda varumärket Orange även i Frankrike. I juli 2013 bytte France Télécom namn till Orange. Gruppen växte kraftigt både före och efter namnbytet genom uppköp av telekombolag över hela världen.

## Sverige
Orange har ett svenskt dotterbolag Orange Business Sweden AB med 32 anställda (2019). Dess verksamhet är att tillhandahålla kommuikations- och IT-tjänster till multinationella företag.
I december 2000 fick Orange Sverige, då ägt av France Telecom, Bredbandsbolaget, Framfab,  brittiska bredbandsföretaget  NTL och Schibsted, en licens för 3G-mobiltelefoni. Delägarna lämnade successivt bolaget och våren 2002 var Orange Sverige ett helägt dotterbolag till franska Orange. I december 2002 meddelade Orange att verksamheten i Sverige skulle läggas ned.